# صحيفة الصنارة
صحيفة الصنارة هي صحيفة باللغة العربية تصدر في مدينة الناصرة منذ 1983، مستهدفة لجمهور عرب 48. أسس الصحيفة الزوجان لطفي وڤيدا مشعور، وكانت أول صحيفة عربية في إسرائيل صدرت من قبل شركة خاصة، وليس من قبل أحزاب سياسية أو مؤسسات حكومية. كان لطفي مشعور محرر الصحيفة الرئيسي حتى وفاته عام 2006، وخلفته ڤيدا مشعور في هذا المنصب. تصدر صحيفة الصنارة كل يوم جمعة وتوزع في جميع البلدات العربية والأحياء العربية في المدن المختلطة في إسرائيل. للصحيفة موقع باسم الصنارة نت ومجلة شهرية باسم مجلة ليلك.
في شهر آب/أغسطس، قدمت صحيفة الصنارة، باسم موقعها على شبكة الإنترنت الصنارة نت، شكوى في الشرطة، ضد صحيفة كل العرب وموقع العرب، وبسببها قامت الشرطة بمداهمة مقر صحيفة كل العرب ومموقعها واعتقلت فايز اشتيوي مدير عام كل العرب، ومدير القسم التقني في موقع العرب نمر سليمان، بشبهة التجسس على حواسيب الصنارة والصنارة نت من خلال زرع فايروسات من نوع حصان طروادة في حواسيب الصنارة والصنارة نت، وتم اعتقال نمر سليمان لمدة 4 أيام على ذمة التحقيق ومن ثم تم إطلاق سراحه للحبس المنزلي. أما فايز اشتيوي تم اعتقاله ل 24 ساعة ومن ثم أطلق سراحه بشروط إلى الحبس المنزلي.

## وصلات خارجية
- الموقع الرسمي